# Ormay Imre
Ormay Imre, Winkle (Budapest, 1902. július 8. – Budapest, 1979. szeptember 22.) zenei író, műfordító, újságíró, Ormay Ferenc operaénekes (baritonista) unokája.

## Élete
Winkle Nándor Gyula (1873–1946) üvegkereskedő és Ormay Ilona Paula (1874–1973) fia. Középiskolai tanulmányait 1913 és 1920 között a IV. kerületi (belvárosi) községi főreáliskolában végezte. 1925-ben közgazdasági oklevelet szerzett. 1925 és 1929 között Bécsben ének- és zeneelméletet tanult. 1931–38-ban újságíróként és zenekritikusként dolgozott különböző lapoknál. 1938 és 1949 között állami szolgálatban állt mint miniszteri és könyvtári tisztviselő, tudományos kutató. 1955–1968 között a Zeneműkiadó Vállalat lektora, majd vezetője, 1963-tól főszerkesztője volt. 1968-ban nyugalomba vonult. Zenei könyveket fordított németről magyarra és magyarról németre. Rádióelőadásokat is tartott. 1944-ben nevét Ormay-Winkle-re változtatta.
Felesége a bécsi születésű Butschek Hilda Janka volt, akit 1929. július 2-án Budapesten vett nőül.
A Farkasréti temetőben nyugszik.

## Művei
- Bejelentőlap (regény, Budapest, 1941)
- Felesleges esték (regény, Budapest, 1942)
- Balatoni rapszódia (regény, Budapest, 1943)
- A kerék nem áll meg (Budapest, 1943)
- Három gesztenyefa (Budapest, 1944)
- Megbukott zenekritikák (Budapest, 1958, 1963, Lipcsében németül is)
- Botrány az operában. Illusztrálta: Hauswirth Magda (Budapest, 1960; Lipcsében németül, Prágában cseh nyelven két kiadásban)
- Újjáéledt muzsika (Budapest, 1964)
- Niccoló Paganini életének krónikája (Budapest, 1966; németül is)
- Beethoven budai utazása (Budapest, 1969)
- A gróf a vízbe fúl (regény, Budapest, 1971)

## Díjai, elismerései
- Szocialista Kultúráért (1963)